# Circuba
Circuba es el circo nacional de Cuba y está asociado a la Escuela Nacional de Circo de Cuba, fundada el 6 de junio de 1968.
Los miembros de Circuba primero deben completar el curso normal académico requerido para todos los estudiantes cubanos antes de ser acceptados en el curso de cuatro años de riguroso entrenamiento en el Arte circense. Consiste de una cifra de veinte artistas, de entre 19 y 30. Veintiún artistas se graduaron en 1979.